# Яглакар
Яглакар (др. тюрк. ‏𐰖𐰍𐰞𐰴𐰺‎, Yaɣlaqar) — правящий род Уйгурского каганата. Потомки Яглакар позже основали Ганьчжоуское уйгурское идикутство.

## Происхождение
Род назван в честь мифического основателя Яглакар-хана или Бук-хана (卜可汗). Изначально являясь частью Тиеле, они позже носили наследственный титул эльтебер как подданные династии Тан. Первым известным членом рода был Тегин Иркин (特健俟斤).

## Уйгурский каганат
| Имя                                          | Годы правления | Тронное имя на китайском                                                          | Личное имя на китайском                                      | Титул на китайском                                                                | Имя на тюркском        |
| -------------------------------------------- | -------------- | --------------------------------------------------------------------------------- | ------------------------------------------------------------ | --------------------------------------------------------------------------------- | ---------------------- |
| Правление уйгурским каганатом, 745—795 гг.   |                |                                                                                   |                                                              |                                                                                   |                        |
| Фудифу                                       | 695 — 719      |                                                                                   |                                                              |                                                                                   |                        |
| Чэнцзун                                      | 719 — 727      |                                                                                   |                                                              |                                                                                   |                        |
| Фудинань                                     | 727 —          |                                                                                   |                                                              |                                                                                   |                        |
| Хошу                                         |                |                                                                                   |                                                              |                                                                                   |                        |
| Кутлуг I Бильге Пэйло                        | 744 — 747      | кит. упр. 怀仁可汗, пиньинь huarenkehan, палл. Хуажэнь-кэхань                     | кит. упр. 骨力裴罗, пиньинь gulupeiluo, палл. Гули Пэйло     | кит. упр. 骨咄禄毗伽阙可汗, пиньинь gudulupigaquekehan, палл. Гудулупигацюэкэхань | QutluğBilgä Kül Qağan                       |
| Моян-чур                                     | 747 — 759      | кит. упр. 英武可汗, пиньинь yingwukehan, палл. Инъу-кэхань                        | кит. упр. 磨延啜立, пиньинь moyanchuo, палл. Мояньчо         | кит. упр. 葛勒可汗, пиньинь geleikehan, палл. Гэлэйкэхань,                        | Bilgä Kül Qağan        |
| Идигянь                                      | 759 — 780      | кит. упр. 牟羽可汗, пиньинь moyukehan, палл. Моюйкэхань                           | кит. упр. 移地健, пиньинь yidijian, палл. Идицзянь           | нет                                                                               | Tängri Qağan           |
| Дуньмага                                     | 780 — 789      | кит. упр. 长寿天亲可汗, пиньинь changshoutianqingkehan, палл. Чаншоутяньцинкэхань | кит. упр. 移地健, пиньинь dunmohedagan, палл. Дуньмохэдагань | нет                                                                               | Alp Qutluğ Bilgä Qağan |
| Паньгуань                                    | 789 — 790      | кит. упр. 泮官特勒, пиньинь panguantelei, палл. Паньгуаньтэлэй                    | кит. упр. 多邏斯, пиньинь duoluosi, палл. Долосы             | нет                                                                               | Külüg Bilgä Qağan      |
| Ачжо-хан                                     | 790 — 795      | кит. упр. 奉诚可汗, пиньинь fengchengkehan, палл. Фэнчэнкэхань                    | кит. упр. 阿啜, пиньинь achuo, палл. Ачо                     | нет                                                                               | Qutluğ Bilgä Qağan                       |
| Далее правление рода Эдиз 795-840 гг.        |                |                                                                                   |                                                              |                                                                                   |                        |
| Вновь правители из рода Яглакар, 840—847 гг. |                |                                                                                   |                                                              |                                                                                   |                        |
| Уге-хан                                      | 840 — 846      | кит. упр. 乌介可汗, пиньинь wujiekehan, палл. Уцзе-кэхань                         | кит. упр. 乌介, пиньинь wujie, палл. Узце                    | нет                                                                               | Öge                    |
| Энянь дэлэ-хан                               | 846 — 848      | кит. упр. 遏捻可汗, пиньинь eniankehan, палл. Энянь-кэхань                        | кит. упр. 遏捻特勒, пиньинь enian telei, палл. Энянь Тэлэй   | нет                                                                               | неизвестно             |

## Ганьчжоуское идикутство
| Уйгурское имя    | Китайское имя | Титул             | Годы правления     |
| ---------------- | ------------- | ----------------- | ------------------ |
| Ормузд(?)        | Жэнь-мэй      | Ин-и              | ?—924              |
| Адрук            | Жэнь-юй       | Шунь-хуа          | 924-940            |
| Цзинцюн (-каган) | Фэн-хуа       |                   | ?—976              |
| Яглакар          | Бильге        |                   | 76(?)- 1004(?)     |
| Яглакар          |               |                   | 1004(?) — 1016(?)  |
| Яглакар          | Гуй-хуа       | Чжун-шунь бао-дэ  | 1016(?)- — 1023(?) |
| Яглакар          | Тун-шунь      | Хуай-нин шунь-хуа | 1023(?) — 1025(?)  |
| Яглакар          | Бао-го        | Гуй-хуа бао-шунь  | 1025(?) — 1028(?)  |